# Noshornsoxe

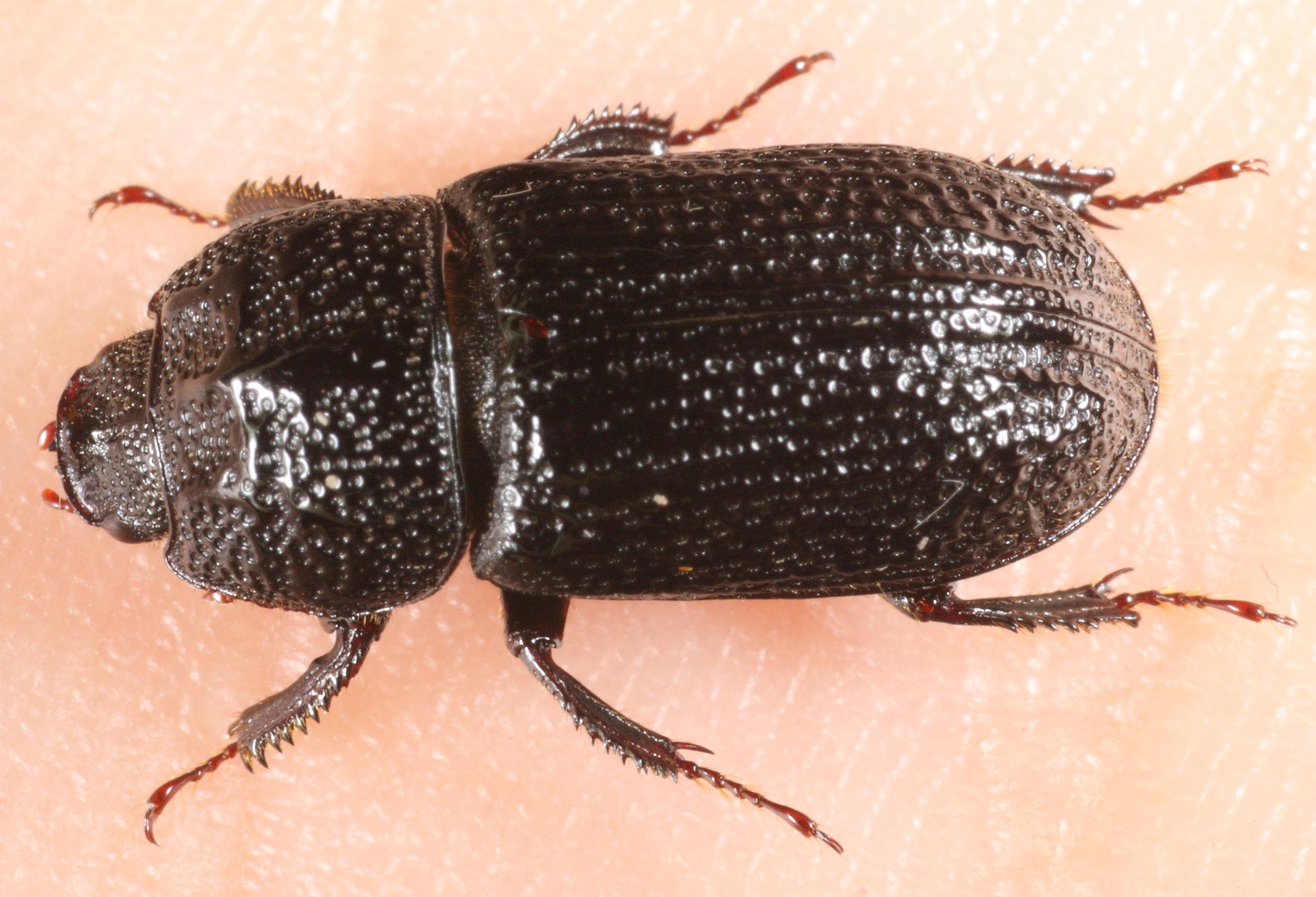
Honan

Noshornsoxe (Sinodendron cylindricum) är en skalbagge som hör till familjen ekoxbaggar.

## Kännetecken
De fullbildade insekterna når en längd på 12 till 16 millimeter. Skalbaggen har en cylindrisk kroppsbyggnad och är blankt svart i färgen. Hanen kan skiljas från honan genom att hanen har ett betydligt större hornliknande utskott på huvudet än honan.

## Utbredning
Noshornsoxens utbredning omfattar delar av Europa, från Brittiska öarna till Sibirien. Den saknas i sydvästra Spanien, Portugal och norra Skandinavien. Den är sällsynt i centrala Europa och är i en del länder, som Tyskland, rödlistad som hotad. I Sverige finns den från Skåne till Norrbotten.

## Levnadssätt
Skalbaggens larver utvecklas främst i rötskadad, död ved på ett flertal olika lövträd som ek, bok, lind, lönn, ask och björk. Dess habitat är ädellövskogar och andra skogsmarker med mycket inslag av lövträd, men den kan även förekomma på lövträd i gamla hagmarker och trädalléer. På bok kan gnaget av noshornsoxens larver likna det som görs av bokoxens, men noshornsoxens larvgångar är mindre än bokoxens.